# Язвищи (Московская область)
Я́звищи — деревня в Орехово-Зуевском муниципальном районе Московской области. Входит в состав сельского поселения Новинское. Население — 109 чел. (2010).

## География
Деревня Язвищи расположена в центральной части Орехово-Зуевского района, примерно в 12 км к югу от города Орехово-Зуево. В 0,8 км к западу от деревни протекает река Оботь. Высота над уровнем моря 129 м. Ближайший населённый пункт — деревня Дуброво.

## Название
Название связано с термином язва — «овраг, пещера, яма, нора».

## История
В XIX — начале XX века входила в состав Кудыкинской волости Покровского уезда Владимирской губернии.
В 1926 году деревня являлась центром Язвищинского сельсовета Кудыкинской волости Орехово-Зуевского уезда Московской губернии.
С 1929 года — населённый пункт в составе Орехово-Зуевского района Орехово-Зуевского округа Московской области, с 1930-го, в связи с упразднением округа, — в составе Орехово-Зуевского района Московской области.
До муниципальной реформы 2006 года Язвищи входило в состав Новинского сельского округа Орехово-Зуевского района.
В ведомости об общественных попойках в 1-м стане Покровского уезда за апрель-июнь 1890 года, в числе прочих был описан и случай и из деревни Язвищи. Крестьяне в количестве 20 человек единоразово выпили  2 ведра (24,6 л — по 1,23 л на человека) водки за сдачу луга крестьянам села Орехова.

## Население
В 1905 году в деревне проживало 835 человек (138 дворов). В 1926 году в деревне проживало 807 человек (380 мужчин, 427 женщин), насчитывалось 177 хозяйств, из которых 163 было крестьянских. По переписи 2002 года — 132 человека (55 мужчин, 77 женщин).
| 1926 | 2002 | 2006 | 2010 |
| ---- | ---- | ---- | ---- |
| 807  | ↘132 | ↘110 | ↘109 |

### Известные жители
- Пигарев, Иван Николаевич